# Morenia petersi
Morenia petersi је гмизавац из реда корњача и фамилије Geoemydidae. 

## Угроженост
Ова врста се сматра рањивом у погледу угрожености врсте од изумирања.

## Распрострањење
Врста је присутна у Бангладешу и Индији.

## Станиште
Станиште врсте су слатководна подручја.